# Yassine Idrissi
Yassine Idrissi (21. kolovoza 1983.) je marokanski rukometni vratar. Nastupa za francuski Limoges Hand 87 i marokansku reprezentaciju.
Natjecao se na Svjetskom prvenstvu u Egiptu 2021., gdje je reprezentacija Maroka završila na 29. mjestu.